# Strongylognathus cheliferus
Strongylognathus cheliferus  (лат.) — вид муравьёв-рабовладельцев рода Strongylognathus из подсемейства Myrmicinae (Formicidae). Украина: Херсонская область (заповедник Аскания-Нова). Включён в Международную Красную книгу МСОП. Длина самок около 5 мм; основная окраска чёрная. Голова самок и рабочих на затылке без выемки. Голова у самок с параллельными боками, прямоугольная. Бока груди покрыты короткими морщинками и шагреневой скульптурой. Имеют саблевидные мандибулы без зубцов. Усики 12-члениковые (у самцов состоят из 10 сегментов), булава трёхчлениковая. Стебелёк между грудкой и брюшком состоит из двух члеников: петиолюса и постпетиолюса (последний четко отделен от брюшка), жало развито, куколки голые (без кокона).